# Blind Faith
Blind Faith var en engelsk supergrupp bildat tidigt 1969 och upplöst i november samma år. Blind Faith existerade alltså i mindre än ett år.
Bandet bildades då gitarristen Eric Clapton och organisten Steve Winwood inte hade några projekt på gång. Claptons band, Cream, hade upplösts och Winwood hade The Spencer Davis Group och Traffic bakom sig. De kände varandra sedan tidigare och de båda började så smått träffas och jamma ihop.
Det var egentligen bandets trummis, Ginger Baker som tog initiativ till bandet då han träffade de båda i Claptons hus i Surrey. Snart tillkom även basisten Ric Grech till bandet.
Gruppen släppte ett album Blind Faith (1969) under sin livstid. Albumet väckte rabalder då det på albumets framsida var en naken 11-årig flicka. Skivbolaget kom snabbt med en ny framsida som visade ett kort på bandet. År 2001 återutgavs albumet med extra material som inte fanns med på det ursprungliga albumet.
2006 gavs DVD:n London Hyde Park 1969 ut.

## Medlemmar
- Steve Winwood – sång, klaviatur, gitarr
- Eric Clapton – gitarr, sång
- Ric Grech – basgitarr, violin
- Ginger Baker – trummor, slagverk

## Diskografi
Album
- Blind Faith (1969)

Singlar
- "Presence Of The Lord" / "Sea Of Joy" (1969)
- "Well All Right" / "Can't Find My Way Home" (1969)
- "Change Of Address From June 23rd 1969" / "Sales Office" (1969)
- "Can't Find My Way Home" / "Presence Of The Lord" (1989)